# Ibarlucea
Ibarlucea, también escrito como Ybarlucea, es una localidad ubicada a 12 km al noroeste de Rosario en el departamento Rosario, provincia de Santa Fe en la República Argentina, a 159 km de la capital provincial. Su ejido comunal se extiende también por el departamento San Lorenzo.
Sus principales actividades económicas son la agricultura y la ganadería.

## Historia
Ybarlucea se encuentra en el extremo norte del departamento Rosario, con 4.700 ha. Fue conocida como «km 409» pues antes fue solo estación ferroviaria de la línea Rosario - Tucumán del Ferrocarril General Belgrano (Ex Central Córdoba) desde 1891, año en el que comienza a colonizarse. Los primeros pobladores fueron Manuel Carrizo, Antonio Jaime, Liberato Acosta y Pedro Enrique, estos se dedicaron a la actividad agrícola mientras que las familias Macerola, Petracca, Ponari al negocio de «ramos generales», herrería y carpintería.

### Cronología
- 5 de marzo de 1915: se funda el pueblo
- 5 de marzo de 1915: se independiza de la Comisión de Fomento del Pueblo Alberdi y se crea la propia de Ibarlucea
- 1924: se inaugura la Escuela Fiscal N.º 152 Estanislao del Campo en un edificio particular
- 1946: fundación de Logaritmo Rugby Club
- 1952: la escuela cuenta con local propio
- 1967: se construye el cementerio Jardín de Ybarlucea sobre 30 ha.
- 1974: se inaugura el cementerio Jardín

## Toponimia
Apellido de origen vasco, originalmente escrito «Ybarlucea», debe su nombre a Rita Alcacer de Ybarlucea y a su hijo Juan Manuel de Ybarlucea quienes donan los terrenos destinados a ser escuela, juzgado, comisaría, calles, plazas e iglesia (cuya patrona es Santa Rita en su homenaje), entre otros.

## Estructura urbana
La comuna de Ybarlucea está situada sobre la ruta  RN34 , en el extremo norte del departamento Rosario, con 4.700 ha., ubicada a 12 km al noroeste de la ciudad de Rosario y a 159 km de la capital provincial. Su ejido comunal se extiende también por el departamento San Lorenzo.
La estructura urbana está organizada por dos arterias viales: la ruta nacional 34 ( RN34 ), en sentido sureste-noroeste, y la ruta provincial 34-S ( RP34-S ) (actual  RP59-S ), en sentido este-oeste. También la cruza el tendido ferroviario del Ferrocarril General Belgrano (Ex Central Córdoba), teniendo en el lugar una estación sin detención.
En la confluencia entre estas tres arterias, se encuentra el microcentro. Aquí la avenida 25 de Mayo ( RP59-S ) es la principal, convirtiéndose en un foco comercial importante para la comuna.
En el centro también se encuentran los edificios comunales y de emergencias, entre otros puntos importantes. Los principales barrios son Centro, La Rinconada, Vicente Echeverría, Cinco Lagos, Fincas del Rosedal, Las Fincas, El Naranjo, Campo Madero, El Logaritmo, entre otros.
Hacia el sur, la ciudad delimita con Rosario sobre calle «Avenida del Límite», al este con Granadero Baigorria sobre la Autopista Estanislao López ( AP01 ), al noroeste con Ricardone y Luis Palacios sobre área rural y al suroeste con Roldán y Funes sobre área rural.

### Parajes
- Estanislao del Campo
- Vicente Echeverría
- Villa Elisa
- Villa Posee

## Geografía

### Clima
Su clima es húmedo y templado en la mayor parte del año. Se lo clasifica como clima templado pampeano, es decir que las cuatro estaciones están medianamente definidas.
Hay una temporada calurosa desde octubre a abril (de 18 °C a 36 °C) y una fría entre principios de junio  y la primera mitad de agosto (con mínimas en promedio de 5 °C y máximas promedio de 16 °C), oscilando las temperaturas promedio anuales entre los 10 °C (mínima), y los 23 °C (máxima). Llueve más en verano que en invierno, con un volumen de precipitaciones total de entre 800 y 1300 mm al año (según el hemiciclo climático: húmedo «1870 a 1920» y «1973 a 2020»; seco «1920 a 1973»).
Casi no existen (de baja frecuencia) fenómenos climáticos extremos en Ybarlucea: vientos extremos, nieve, hidrometeoros severos. La nieve es un fenómeno excepcional; la última nevada fue en 2007, la penúltima en 1973; y la antepenúltima en 1918. El 9 de julio de 2007, nevó en la localidad. 
Un riesgo factible son los tornados y tormentas severas, con un pico de frecuencia entre octubre y abril. Estos fenómenos se generan por los encuentros de una masa húmeda y cálida del norte del país y una fría y seca del sector sur argentino.
Humedad relativa promedio anual: 76 %

### Sismicidad
El último terremoto fue a las 3.20 UTC-3 del 5 de junio de 1888 (ver Terremoto del Río de la Plata en 1888). La región responde a las subfallas «del río Paraná», y «del río de la Plata», y a la falla de «Punta del Este», con sismicidad baja; y su última expresión se produjo hace 137 años, con una magnitud aproximadamente de 4,5 en la escala de Richter

## Población
La población de Ybarlucea es mayoritariamente residencial de clase media, entre las otras localidades que conforman el área metropolitana de Rosario. Dentro del área metropolitana, es una de las comunas con menor desarrollo industrial.
Cuenta con 7,568 habitantes (Indec, 2022) fijos, lo que representa un incremento de casi el 105% frente a los 3,698 habitantes (Indec, 2010) del censo anterior.
| Gráfica de evolución demográfica de Ybarlucea entre 1991 y 2022 |
|                                                                 |
| Fuente: Censos nacionales del INDEC                             |

### Personalidades desatacas
Dentro de las personalidades destacadas vale la pena mencionar a Omar Palma (futbolista y político), Germán Herrera (futbolista), André Bracamonte (celebridad), Fernando Jurado (cineasta mongol)